# Speedy Gonzales
Speedy Gonzales (auch Speedy Gonzalez) ist eine Zeichentrick-Maus aus dem Looney-Tunes-Franchise von Warner Bros. In den Kurzfilmen rettet sich Speedy dank seiner Geschwindigkeit aus verschiedenen Gefahren und überwindet jeden Gegner. Zusammenstellungen der Speedy-Gonzales-Kurzfilme liefen unter dem Titel Die schnellste Maus von Mexiko erstmals 1979 im deutschen Fernsehen. Insgesamt wurden von 1955 bis 1980 46 Kurzfilme mit der Figur veröffentlicht.

## Figur
Speedy Gonzales zeichnet sich durch seine ungeheure Schnelligkeit und einen übertrieben starken mexikanischen Akzent aus. Meist wird er mit weißer Hose und Poncho, rotem Halstuch und einem übergroßen gelben Sombrero dargestellt. Speedy feuert sich immer wieder mit dem Ausruf „¡Arriba! ¡Arriba! ¡Ándale! ¡Ándale!“ („Auf! Auf! Los! Los!“) selbst an, bevor er „davonflitzt“.

## Entstehung, Entwicklung und Veröffentlichung
Der erste Trickfilm, der einen Prototyp von Speedy Gonzales zeigte, war Mexikanische Küche von Robert McKimson aus dem Jahr 1953. In diesem war die Figur noch dünn, rattenähnlich und hatte einen großen Goldzahn.
Für den zweiten Film, Die schnellste Maus von Mexiko von 1955, wurde die Figur von Friz Freleng und Hawley Pratt neu designt und von Warner Bros. produziert. Der Film wurde 1956 mit dem Oscar für den besten animierten Kurzfilm ausgezeichnet.
Speedy Gonzales wird zumeist vom Kater Sylvester, hier auch Gringo genannt, gejagt. Ab 1965 ist oft auch Daffy Duck der Antagonist der mexikanischen Maus. Speedy kann in der Regel vor seinen Verfolgern wegrennen und sie austricksen.
1999 wurde die Figur von Cartoon Network auf Eis gelegt, da die Figur rassistische Stereotype bedienen würde. Das betrifft besonders die anderen mexikanischen Mäuse aus den Cartoons (etwa die Figur Slowpoke Rodriguez), die im Gegensatz zur aufgeweckten Maus Speedy oftmals als langsam, dumm und faul dargestellt werden. In der deutschen Version wird Slowpoke Rodriguez Trödel-Fritz genannt, ist der Cousin von Speedy und trägt den Titel „Die langsamste Maus von Mexiko“.
Speedy Gonzales war in Fernsehserien und in den Kompilationsfilmen Der total verrückte Bugs Bunny Film (1981, Kurzauftritt), Bugs Bunny – Märchen aus 1001 Nacht und Daffy Ducks fantastische Insel zu sehen. In der Serie Mucha Lucha hatte er einen Kurzauftritt. Auch erschien er in mehreren Realfilmen, die mit Animationen kombiniert wurden. So hatte er kurze Leinwandauftritte in Robert Zemeckis’ Falsches Spiel mit Roger Rabbit aus dem Jahr 1988 und in Joe Dantes 2003 veröffentlichtem Film Looney Tunes: Back in Action, in dem sein Status als politisch unkorrekt und rassistisch thematisiert wurde. Zudem war er in dem Film Space Jam (1996) und in dessen Fortsetzung Space Jam: A New Legacy (2021) zu sehen.
2010 wurde ein Speedy-Gonzales-Kinofilm angekündigt, der allerdings mit der rassistischen Darstellung der Figur der Fünfzigerjahre nichts zu tun haben soll. Im April 2016 wurde verlautbart, dass das Projekt eines Speedy-Gonzales-Filmes weiter verfolgt wird.